# Công quốc Amalfi
Công quốc Amalfi (tiếng Ý: Ducato di Amalfi) hoặc Cộng hòa Amalfi (tiếng Ý: Repubblica di Amalfi) là một nhà nước độc lập de facto tập trung vào thành phố Amalfi ở miền nam nước Ý trong thế kỷ thứ 10 và 11. Thành phố và lãnh thổ của nó ban đầu là một phần của ducatus Neapolitanus lớn, dưới sự thống trị của giới quý tộc nhưng đã tự mình tách ra khỏi thân phận chư hầu của Đông La Mã và lần đầu tiên bầu chọn một công tước vào năm 958. Công quốc đã vươn lên trở thành một cường quốc kinh tế, một trung tâm thương mại mà giới thương nhân thống trị Địa Trung Hải và nền thương mại Ý suốt một thế kỷ trước khi bị vượt qua và thay thế bởi các nước cộng hòa hàng hải khác của miền Bắc, như Pisa, Venezia và Genova. Năm 1073, Amalfi đã đánh mất nền độc lập và rơi vào tay người Norman, rồi sau phải gánh chịu thất bại qua hai lần nỗ lực riêng biệt nhằm giải phóng chính mình.

## Lịch sử
Thành phố Amalfi được thành lập như một trạm giao thương vào năm 339. Giám mục đầu tiên được bổ nhiệm vào năm 596. Năm 838, thành phố bị Sicard xứ Benevento đánh chiếm với sự giúp đỡ của những kẻ phản bội trong thành phố, đã dẫn ông vượt qua tuyến hào phòng thủ. Nhiều người Amalfi ở Salerno đã cướp phá thành phố này và bỏ đi. Năm 839, Amalfi tự mình giải phóng khỏi ách thống trị của người Lombard và bầu một viên thị trưởng. Atrani gần đó đã tham gia vào các cuộc bầu cử thị trưởng từ rất sớm. Sau đó, Amalfi còn giúp phóng thích Siconulf để chống lại Thân vương Benevento đang cầm quyền. Năm 897, nước cộng hòa tự trị vẫn còn trên danh nghĩa gắn liền với Đế quốc Đông La Mã, đã bị đánh bại trong một cuộc chiến tranh với Sorrento được sự ủng hộ của Napoli, kết quả là viên thị trưởng bị bắt giữ rồi sau đó đòi tiền chuộc. Năm 914, thị trưởng Mastalus I được bầu làm pháp quan đầu tiên. Năm 958, Mastalus II bị ám sát và Sergius I được bầu làm công tước đầu tiên (hoặc tổng trấn). Từ năm 981 đến 983, Amalfi đã cai trị cả Thân vương quốc Salerno. Năm 987, giáo phận Amalfi được nâng lên địa vị Tổng giáo phận.
Từ năm 1034, Amalfi nằm dưới sự kiểm soát của Thân vương quốc Capua, rồi tới lượt Salerno vào năm 1039. Năm 1073, Robert Guiscard mang quân chinh phục thành phố và nhận lấy tước hiệu dux Amalfitanorum: "Công tước của người Amalfi." Năm 1096, Amalfi nổi dậy chống lại ách thống trị của ngoại bang nhưng bị trấn áp vào năm 1101. Họ còn nổi dậy một lần nữa vào năm 1130 và cuối cùng đã bị khuất phục hẳn vào năm 1131, khi Emir John tiến quân vào Amalfi bằng đường bộ và George xứ Antioch phong tỏa thị trấn bằng đường biển và thiết lập một căn cứ ở trên Capri. Đến năm 1135 và 1137, Pisa ra sức tàn phá thành phố này và ánh hào quang của Amalfi chỉ còn là dĩ vãng.
Nhà du hành người Ả Rập Ibn Hawqal, viết vào năm 977 dưới triều đại oai hùng của Manso I, đã mô tả Amalfi như sau: 
| “ | ... la più prospera città di Longobardia, la più nobile, la più illustre per le sue condizioni, la più agiata ed opulenta. Il territorio di Amalfi confina con quello di Napoli; la quale è bella città, ma meno importante di Amalfi. ... thành phố Lombard thịnh vượng nhất, cao quý nhất, lừng lẫy nhất đối với điều kiện của mình, những người giàu có và sang trọng nhất. Lãnh thổ của Amalfi giáp với Napoli; một thành phố xinh đẹp, nhưng ít quan trọng hơn Amalfi. | ” |